# Letiště Edvarda Rusjana Maribor
Letiště Edvarda Rusjana Maribor (IATA: MBX, ICAO: LJMB, slovinsky: Letališče Edvarda Rusjana Maribor) se nachází 9 km jižně od Mariboru, druhého největšího města Slovinska.

## Historie a význam
Letiště bylo otevřeno 29. května 1976 a v roce 2008 dostalo název po slovinském průkopníkovi letectví Edvardu Rusjanovi. Za existence Jugoslávie bylo obsluhováno státními aerolinkami JAT, s lety do Bělehradu a na chorvatské pobřeží. Do března 2006 bylo domovským letištěm společnosti Slovenian Spirit, pobočky rakouského dopravce Styrian Spirit, která provozovala pravidelné lety do Paříže a Salcburku a charterové lety do přímořských letovisek. Mezi 5. červnem 2007 a 27. březnem 2008 zde Ryanair provozoval linku do Londýna na mezinárodní letiště Stansted se třemi páry letů týdně.
Od roku 2008 probíhala dostavba a rekonstrukce odbavovacího terminálu, který byl dokončen roku 2012.

## Přístup k letišti
Letiště se nachází mezi dálnicemi А1 а А4 poblíž dálničního rozpletu Slivnica. Letiště není dostupné veřejnou dopravou.